# Trapelia
Trapelia — рід лишайників родини Trapeliaceae. Назва вперше опублікована 1929 року.

## Галерея

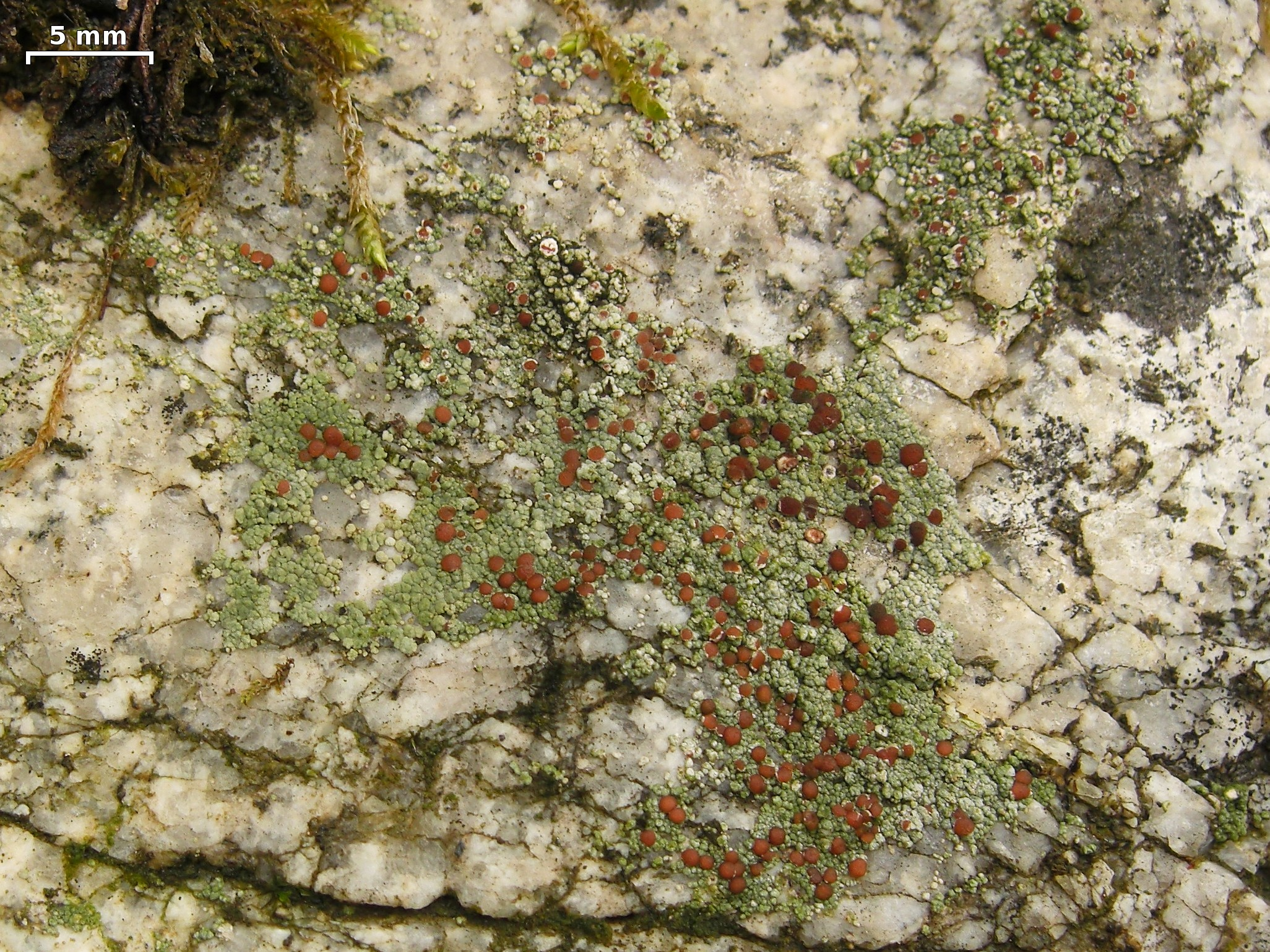
Trapelia coarctata
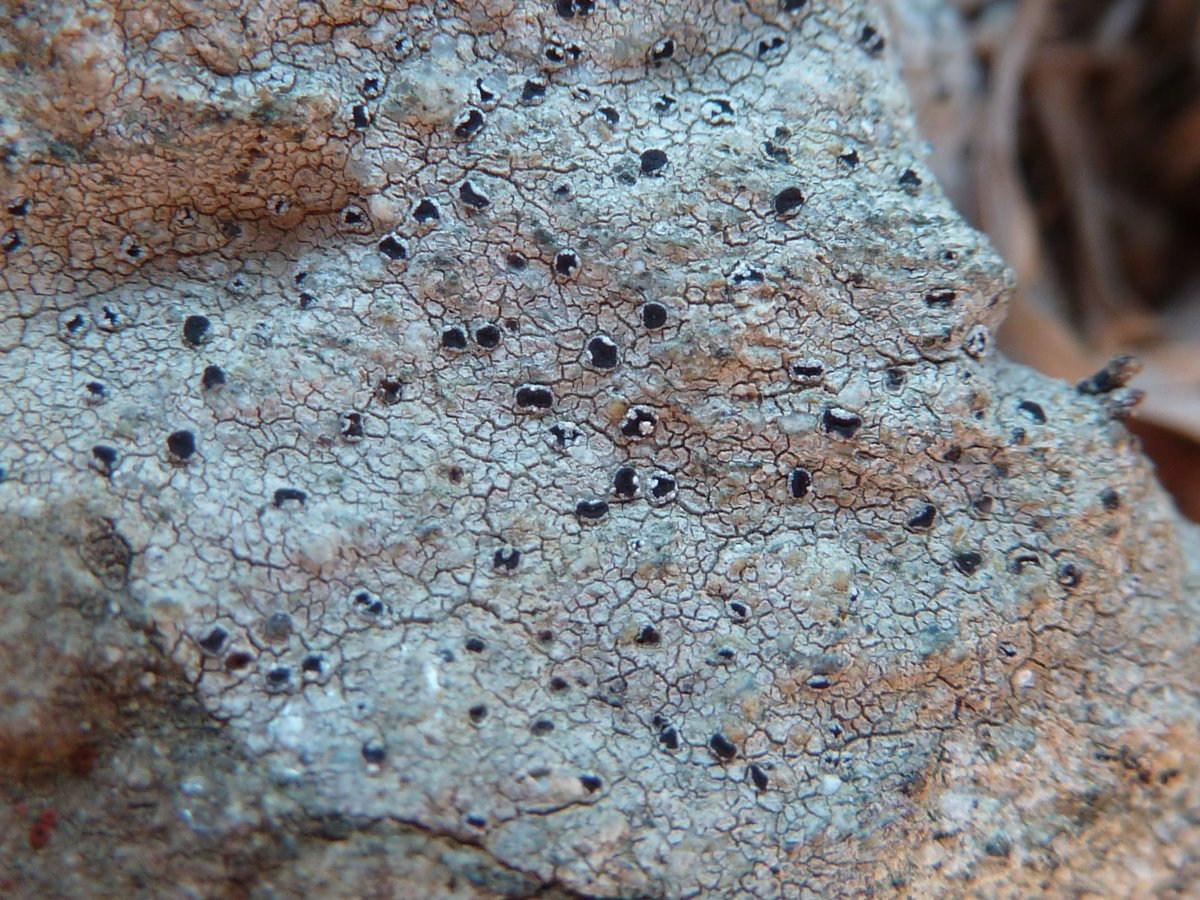
Trapelia coarctata
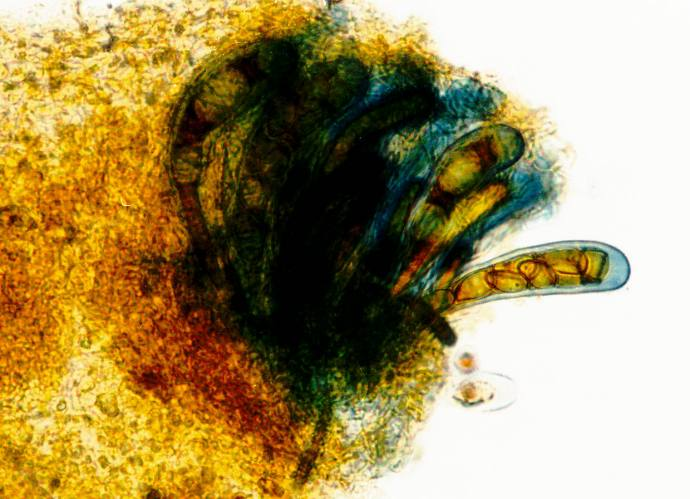
Аски Trapelia involuta